# Leopold René Nowak
Leopold René Nowak (ur. 2 stycznia 1934 w Kolonii) – polski reżyser, scenarzysta, aktor, publicysta, działacz kulturalny i wydawca.

## Życiorys
Do Polski przyjechał w wieku 12 lat w roku 1946. Jako aktor występował w latach 1947–1957 w teatrach: Teatr Wesoła Gromadka, Teatr TUR, Stary Teatr, Teatr Młodego Widza, Cricot 2, Groteska. W 1949 roku zadebiutował jako aktor w filmie Pierwszy start Leonarda Buczkowskiego.
Jest absolwentem Uniwersytetu Jagiellońskiego, Wydziału Filozoficzno-Historycznego, gdzie w latach 1954–1958 studiował historię sztuki, a następnie w latach 1958–1960 psychologię.
W latach 1947–1954 był współpracownikiem Polskiego Radia w Krakowie.
W charakterze asystenta reżysera, drugiego reżysera i scenarzysty pracował w Zespołach Filmowych Iluzjon, Kadr i Syrena w Warszawie, Telewizji Polskiej oraz w Wytwórni Filmów Fabularnych „Se-Ma-For”. Pracował również dla Wytwórni Filmów Dokumentalnych – PKF.
Jego artykuły drukowane były od roku 1953 między innymi w czasopismach: „Dziennik Polski”, „Przekrój”, „Życie Literackie”, „Magazyn Filmowy”, „Magazyn Kulturalny”, „Przegląd Kulturalny”, „Gazeta Krakowska” oraz w języku niemieckim w „Bunte Illustrierte” i „Bild und Funk”.
W roku 1988 wydał tomik aforyzmów pt. Myśli zaskoczone, drukowanych wcześniej w „Przekroju”.
Wydrukowane w roku 1990 pierwsze polskie wydanie „Konstytucji Stanów Zjednoczonych” (ISBN 83-85251-01-4) Nowak opatrzył wstępem.
Jest współautorem wydanej w 1995 roku przez Instytut Francuski w Krakowie książki o Romanie Polańskim (ISBN 83-904145-0-3).
W 1971 był członkiem Narady Wawelskiej poświęconej sprawom kultury Krakowa, której efektem między innymi było podjęcie przez władze miasta decyzji o budowie przy Rondzie Mogilskim budynku Opery i Operetki.
Jest założycielem i właścicielem krakowskiej Oficyny Filmowej „Galicja” (1988) oraz od 1992 wydawcą czasopisma „Kryteria”. W 1995 roku złożył wniosek o przyznanie koncesji dla Telewizji Galicja mającej nadawać programy na obszar Krakowa i Zakopanego.
Zagrał w ok. 80 filmach fabularnych, między innymi w filmie Stawka większa niż życie. Nagrał ok. 800 audycji radiowych.
W 1974 był przewodniczącym jury Ogólnopolskiego Festiwalu Filmów Studenckich.
Od 1969 jest członkiem Stowarzyszenia Filmowców Polskich, w latach 1979–1982 Stowarzyszenia Dziennikarzy Polskich następnie 1982–1990 Stowarzyszenia Dziennikarzy PRL i od 1990 Stowarzyszenia Dziennikarzy RP. W latach 1979–1989 członek Lewicowego Centrum Intelektualnego „Kuźnica”. Od 1981 członek Stowarzyszenia Autorów Polskich. Jest również członkiem Polskiej Akademii Filmowej.
Jest inicjatorem wmurowania w 2011 roku tablicy poświęconej reżyserowi Wojciechowi Jerzemu Hasowi na froncie kamienicy przy ul. św. Gertrudy 19 w Krakowie, w której artysta mieszkał i pracował przez 24 lata. Autorem tablicy jest Marian Konieczny.
W 2012 był inicjatorem wmurowania tablicy upamiętniającej łódzką kawiarnię „Honoratka”, w której spotykali się ludzie kina.
Od 2016 roku jest wydawcą i redaktorem naczelnym miesięcznika graficzno-literackiego Kawriolet.
Jest członkiem jury Międzynarodowego Festiwalu Filmów Historycznych i Wojskowych.
Rozwiedziony; ma córkę Dominikę (ur. 1982) oraz syna Kosmę Leopolda (ur. 1988).

## Odznaczenia
- Srebrny Krzyż Zasługi (2002)[5]
- Odznaka „Za Zasługi dla Miasta Łodzi” (2013)[6]

## Nagrody, nominacje
- 1951: nagroda na festiwalu w Paryżu za rolę w filmie Pierwszy start
- 1986: nagroda specjalna na Festiwalu Filmów Społeczno-Politycznych w Łodzi
- 1987: nominacja do Festiwalu Margaret Mead Film Festival w Nowym Jorku
- 1989: Nagroda Wydawców i Dziennikarzy na Przeglądzie Autorskich Filmów Leopolda René Nowaka w Tel Awiwie w Izraelu

## Zainicjowane imprezy kulturalne
- 1955: współzałożyciel teatru Cricot 2
- 1956: współzałożyciel Piwnicy pod Baranami w Krakowie
- 1959–1960: Festiwal Filmów Krótkometrażowych w Krakowie
- 1969–1970: Festiwal Polskich Filmów Fabularnych w Gdyni
- 1977: Społeczny Komitet Rewaloryzacji Krakowa
- 1995: Międzynarodowe Targi Filmowo-Telewizyjne w Krakowie
- zrealizowana w 1986 budowa Wytwórni Filmowej w Krakowie
- był jurorem na wielu festiwalach oraz przeglądach filmowych

## Filmografia

### Filmy fabularne
- 2012 – Czarodzieje Honoratki[7]
- 1989 – Oko cyklonu (film polsko-amerykański) scenariusz, kierownictwo artystyczne, produkcja, obsada aktorska (leśniczy Antek)
- 1984 – La dame blanche de Wieliczka drugi reżyser, obsada aktorska
- 1983 – Biała dama (film telewizyjny francusko-kanadyjsko-polski) reżyseria
- 1981 – „Anna” i wampir obsada aktorska (lekarz – brak w czołówce)
- 1980 – 11 odcinek w serialu Królowa Bona obsada aktorska (starosta Rudnicki)
- 1979 – Na własną prośbę obsada aktorska (kierowca asfalciarki)
- 1976 – Ognie są jeszcze żywe obsada aktorska (turysta oglądający film w muzeum oświęcimskim – brak w czołówce)
- 1976 – Noc w wielkim mieście obsada aktorska (kierowca)
- 1976 – Krótkie życie obsada aktorska (Orkan)
- 1975 – Znikąd donikąd obsada aktorska (członek oddziału – brak w czołówce)
- 1975 – „Zatarte ślady” odcinek 3 w Trzecia granica obsada aktorska (gestapowiec Ernst – brak w czołówce)
- 1975 – Noce i dnie współpraca (reżysersko-organizacyjna – brak w czołówce), obsada aktorska (brak w czołówce)
- 1975 – Dulscy obsada aktorska
- 1974 – Spacer pod psem reżyseria, obsada aktorska (pracownik schroniska dla psów)
- 1973 – Sanatorium pod Klepsydrą dokumentacja (scenograficzna, także lokalizacja obiektów zdjęciowych – brak w czołówce), obsada aktorska (2 epizody: Rudy, Ptak – brak w czołówce)
- 1973 – Fernando i humaniści obsada aktorska (reżyser telewizyjny)
- 1972 – Szklana kula współpraca reżyserska
- 1972 – „Niebo” w serialu telewizyjnym Kopernik obsada aktorska (poeta Lodovico w Ferrarze)
- 1971 – Złote koło obsada aktorska (specjalista od daktyloskopii – brak w czołówce)
- 1971 – Nos drugi reżyser, obsada aktorska (przyjaciel Kowalewa)
- 1971 – Aktorka (film telewizyjny polsko-niemiecki) drugi reżyser
- 1970 – Na dobranoc obsada aktorska (mleczarz)
- 1970 – Legenda obsada aktorska (żołnierz oddziału partyzanckiego)
- 1969 – Sąsiedzi obsada aktorska (Jarocki)
- 1969 – Dzień oczyszczenia obsada aktorska („Kosma”, członek oddziału majora „Dziadka” – brak w czołówce)
- 1968 – Wilcze echa Współpraca reżyserska, obsada aktorska („Dzidziuś”, członek bandy Moronia)
- 1968 – „W imieniu Rzeczypospolitej” odcinek 10, „Akcja – „liść dębu"” odcinek 16 w serialu Stawka większa niż życie obsada aktorska (scharführer Brunsch w odcinku 10, podoficer meldujący o zabójstwie Knocha w odcinku 16 – brak w czołówce)
- 1967 – Westerplatte obsada aktorska (żołnierz wracający z warty – brak w czołówce)
- 1967 – Paryż – Warszawa bez wizy obsada aktorska (celnik francuski na paryskim lotnisku)
- 1967 – Kiedy miłość była zbrodnią obsada aktorska (jeniec)
- 1967 – Jowita obsada aktorska (fotograf, znajomy Marka)
- 1966 – Ściana Czarownic obsada aktorska (Jacek, kolega Wojtka)
- 1966 – Szyfry dokumentacja (scenograficzna – brak w czołówce), obsada aktorska (mężczyzna na ulicy w Krakowie – brak w czołówce)
- 1965 – Wizyta u królów (film telewizyjny angielsko-polski) współpraca reżyserska, obsada aktorska (przewodnik)
- 1965 – Lekarstwo na miłość obsada aktorska (konwojent w banku – brak w czołówce)
- 1965 – „Na melinę” w Dzień ostatni – dzień pierwszy obsada aktorska (wartownik)
- 1964 – Rękopis znaleziony w Saragossie obsada aktorska (złoczyńca – brak w czołówce)
- 1964 – „Główna wygrana” odcinek 2 w serialu Barbara i Jan obsada aktorska (milicjant w fałszywej kolekturze „Toto Lotka” – brak w czołówce)
- 1963 – Zacne grzechy Współpraca (w okresie przygotowawczym filmu – brak w czołówce)
- 1962 – Na białym szlaku obsada aktorska (żołnierz niemiecki – brak w czołówce)
- 1962 – Mandrin obsada aktorska (przemytnik)
- 1962 – Klub kawalerów obsada aktorska (zawiadowca – brak w czołówce)
- 1962 – Drugi brzeg obsada aktorska (więzień polityczny)
- 1962 – Czarne skrzydła współpraca (w okresie przygotowawczym filmu – brak w czołówce)
- 1961 – Zuzanna i chłopcy współpraca reżyserska, obsada aktorska (Remek)
- 1961 – Zaduszki obsada aktorska (partyzant – brak w czołówce)
- 1961 – Ogniomistrz Kaleń obsada aktorska (żołnierz)
- 1961 – Historia żółtej ciżemki współpraca (w okresie przygotowawczym filmu – brak w czołówce)
- 1961 – Dziś w nocy umrze miasto obsada aktorska (Francuz – brak w czołówce)
- 1961 – Czas przeszły współpraca reżyserska, obsada aktorska (kelner w klubie – brak w czołówce)
- 1960 – Zezowate szczęście obsada aktorska (rikszarz – brak w czołówce)
- 1960 – Przygoda w terenie obsada aktorska (Franek)
- 1960 – Powrót Współpraca reżyserska, obsada aktorska (kelner – brak w czołówce)
- 1960 – Ostrożnie Yeti obsada aktorska (kierowca – brak w czołówce)
- 1958 – Rancho Texas obsada aktorska (pracownik stadniny koni – brak w czołówce)
- 1954 – Kariera obsada aktorska (robotnik w stoczni broniący Krupy – brak w czołówce)
- 1953 – Przygoda na Mariensztacie obsada aktorska (murarz, kolega Janka)
- 1953 – Piątka z ulicy Barskiej obsada aktorska (chłopak strzelający ze szklanej dmuchawki w majstra Macisza – brak w czołówce)
- 1951 – Pierwsze dni obsada aktorska (Felek, pomocnik kowala)
- 1950 – Pierwszy start obsada aktorska (Tomek Spojda)

### Filmografia – pozostałe produkcje
- 1996 – „Koniec epoki Gutenberga” reżyseria, scenariusz
- 1995 – „Festiwal! – Festival! I co dalej...” reżyseria, scenariusz, produkcja
- 1994 – „Festival, festival i co dalej...” reżyseria, scenariusz
- 1990 – „Diaspora. Historia Żydów polskich 965-1990” reżyseria, scenariusz, produkcja
- 1988−1989 – „Diaspora” reżyseria, scenariusz, produkcja
- 1985 – „Spodos” reżyseria, scenariusz
- 1977 – „Miasto” reżyseria, scenariusz
- 1973 – „Kurort” reżyseria, scenariusz, obsada aktorska (narciarz)
- 1971 – „Laba” reżyseria, scenariusz, obsada aktorska (piłkarz)
- 1961 – „Ambulans” współpraca reżyserska, obsada aktorska (brak w czołówce)
- 1957 – „Sto złotych” (etiuda szkolna PWSFTviT) dialogi (brak w czołówce)

## Reżyseria sztuk teatralnych
- 1986 – „I żyć trzeba dalej” – adaptacja powieści Stanisława Goszczurnego wystawiona w Gdańsku w Teatrze Wybrzeże
- 1977 – „Matka Joanna od Aniołów” – adaptacja utworu Jarosława Iwaszkiewicza, wystawiona w Krakowie w Teatrze Bagatela, następnie w Meksyku (1979) i Barcelonie (1980)

## Inne
- 1949 – „Cyrk Tarabumba” – widowisko marionetkowe autorstwa Gwidona Miklaszewskiego wystawiane przez Teatr Lalki i Aktora „Groteska”, lalkarz (Gagatek)
- 1993−1994 – „Spotkania Nowaka” – talk-show nadawany przez Polonia 1 Krater